# Edvard Galle
Edvard Valdemar Galle (født 12. februar 1844 i København, død 25. december 1900 i Hellerup) var en dansk chokoladefabrikant og iværksætter. Sammen med Hans Jessen grundlagde han chokolade- og konfekturefabrikken Galle & Jessen i 1872.
Virksomheden blev grundlagt i en kælder i Store Kongensgade 6. Da produktionen blev for stor flyttede de i 1875 til ejendommen Toldbodgade 15. I 1884 flyttede de så til en stor nybygget fabrik på Lyngbyvej ved Vibenshus Runddel. I starten lavede de kun bolsjer, men sidenhen gik de mere over til chokolade, marcipan og karameller – hvoraf det førstnævnte er det mest kendte.
Han er begravet på Holmens Kirkegård.